# المقوم بن عبد المطلب
المقوم بن عبد المطلب بن هاشم القرشي هو عم الرسول محمد ﷺ، له ذرية من الصحابة، مات ولم يعقب، ولم يدرك البعثة النبوية، ذكر بعض علماء السير أنه هو نفسه عبد الكعبة بينما نفى بعضهم ذاك.

## نسبه
- هو: المقوم بن عبد المطلب بن هاشم بن عبد مناف بن قصي بن كلاب بن مرة بن كعب بن لؤي بن غالب بن فهر بن مالك بن النضر بن كنانة بن خزيمة بن مدركة بن إلياس بن مضر بن نزار بن معد بن عدنان.[3][4]
- أمه: هالة بنت وهيب بن عبد مناف بن زهرة بن كلاب القرشية.[5][6]

## ما ذكر عن ذريته
- أروى بنت المقوم بن عبد المطلب: صحابية، وابنة عم النبي محمد، وأمها قلابة بنت عمرو بن جعونة،[3] ذكرها ابن سعد في المبايعات في تسمية بنات عمومة رسول الله.[7]
- أم عمرو بنت المقوم بن عبد المطلب: وأمها قلابة بنت عمرو بن جعونة تزوجها مسعود بن معتب الثقفي فولدت له عبد الله بن مسعود.[8]
- هند بنت المقوم بن عبد المطلب: وأمها قلابة بنت عمرو بن جعونة بن غزية بن حذيم بن سعد بن سهم بن عمرو بن هصيص تزوجها أبو عمرة واسمه بشير بن عمرو بن محصن بن عمرو بن عتيك بن عمرو بن الحارث بن مالك بن النجار من الأنصار فولدت له عبد الله وعبد الرحمن.[8]
- عبد الله بن المقوم بن عبد المطلب: لم يذكر عنه شيء.
- بكر بن المقوم بن عبد المطلب: لم يذكر عنه شيء.